# Джордан Пітерсон
Джордан Бернт Пітерсон (англ. Jordan Bernt Peterson; нар. 12 червня 1962) — канадський клінічний психолог і професор психології Торонтського університету. Основними галузями досліджень Пітерсона є патопсихологія, соціальна психологія та психологія особистості, окремо його цікавлять психологія релігійних та ідеологічних вірувань, а також оцінювання та покращення особистості та продуктивності.
Пітерсон навчався в Альбертському університеті та Університеті Макґілла. Він залишився в Макґіллі на посаді постдокторального дослідника в 1991—1993 роках, а відтак перейшов до Гарвардського університету, де працював асистуючим, а згодом надзвичайним професором на кафедрі психології. У 1998 році він повернувся до Канади і влаштувався на кафедру психології Торонтського університету, де, станом на 2019 рік, працює професором.
Перша книга Пітерсона «Карти сенсу: Архітектура вірування», опублікована 1999 року, оцінює декілька академічних дисциплін та описує структуру систем вірувань і міфів, їхню роль у регуляції емоцій, створенні смислу, та декілька інших тем, зокрема мотивування геноцидів. Його друга книга «12 правил життя. Як перемогти хаос», вийшла в січні 2018 року.
У 2016 році Джордан Пітерсон випустив серію відео на платформі YouTube, в яких він критикував політичну коректність і Білль C-16 Канадського уряду. Даний закон встановив під заборону дискримінацію на ґрунті гендерної ідентичності, що Пітерсон назвав введенням примусової мови в законодавство. Після цього його персону широко висвітлювали в засобах масової інформації, як з боку підтримки, так і з боку критики.
Джордан Пітерсон пов'язаний із «Темною мережею інтелектуалів» — таємним рухом інтелектуалів, які вважають, що у сучасному світі свобода слова опинилася під загрозою на догоду толерантності.

## Життєпис

### Ранні роки
Джордан Пітерсон народився в канадському Едмонтоні 12 червня 1962 року, але ріс у маленькому містечку Фейрв'ю (провінція Альберта), розташованому на північний захід від першого. Джордан був найстаршим із трьох дітей у родині Беверлі, бібліотекарки кампуса Фейрв'ю Регіонального коледжу Ґранд-Прері, та Волтера Пітерсона, шкільного вчителя. Джордан отримав середнє ім'я Бернт на честь прапрадіда-норвежця.
У 13-річному віці ознайомився з книгами Джорджа Орвелла, Олдоса Гакслі, Олександра Солженіцина й Айн Ренд. У цьому йому допомогла шкільна бібліотекарка Сенді Нотлі — матір Рейчел Нотлі, лідерки Нової демократичної партії Альберти та 17-ї прем'єрки Альберти. В підлітковому віці Джордан Пітерсон працював у Новій демократичній партії (НДП), але невдовзі розчарувався у ній. Свої вагання і крах ілюзій він порівнював із діагнозом Орвелла в «Дорозі на Віґан-Пірс» — «інтелектуального, одягненого у твід, соціаліста з середнього класу», який «не любив бідних; а лише ненавидів багатих». Джордан Пітерсон покинув НДП у 18-річному віці.

### Освіта
Після закінчення Старшої школи Фейрв'ю в 1979 році Джордан Пітерсон вступив до Регіонального коледжу Ґранд-Прері, аби вивчати там політологію та англійську літературу. Згодом він перевівся до Альбертського університету, де здобув ступінь бакалавра мистецтв у політології в 1982 році. По цьому Джордан зробив рік перерви у навчанні задля того, щоб відвідати Європу. Там він почав вивчати психологічні витоки холодної війни, європейського тоталітаризму 20-го сторіччя та праці Карла Юнґа, Фрідріха Ніцше, Олександра Солженіцина та Федора Достоєвського. Відтак Пітерсон повернувся до Альбертського університету, де 1984 року здобув ступінь бакалавра мистецтв у психології. 1985 року він переїхав до Монреаля для навчання в університеті Макґілла. Там він 1991 року здобув ступінь доктора філософії в клінічній психології під науковим керівництвом Роберта О. Піла, а відтак залишився на посаді постдокторального дослідника в Шпиталі Дуґласа університету Макґілла до червня 1993 року, працюючи з Робертом Пілом і Моріс Донжі.

### Кар'єра
З липня 1993 до червня 1998 року Джордан Пітерсон працював у Арлінґтоні (штат Массачусетс), водночас викладачаючи та здійснюючи дослідження в Гарвардському університеті на посаді асистуючого та надзвичайного професора кафедри психології. Упрододовж роботи в Гарварді він вивчав виникнення агресії у алко- та наркозалежних і був науковим керівником декількох нестандартних дипломних робіт. Два колишніх студенти докторантури — Шеллі Карсон, психологиня і вчителька з Гарварда, та письменник Ґреґґ Гурвітц зазначають, що лекції Пітерсона вже тоді високо оцінювались студентами. У липні 1998 року Джордан Пітерсон повернувся до Канади і обійняв посаду професора Торонтського університету.
До галузей дослідження Пітерсона належать психофармакологія, пато-, нейро-, клінічна, особистісна, соціальна, промислова й організаційна, релігійна, ідеологічна, політична та творчісна психологія. Джордан Пітерсон є автором і співавтором понад сотні наукових робіт і має, станом на середину 2017 року, понад 8000 цитувань.
Упродовж більшої частини своєї кар'єри Джордан Пітерсон активно займався клінічною практикою, обслуговуючи близько 20 людей щотижня. Також він був активним у соціальних мережах, опублікувавши у вересні 2016 року серію відео, де критикував Білль C-16. У 2017 році він вирішив призупинити свою клінічну практику, а в 2018 році — тимчасово перестати викладати через наявність нових проєктів.

## Особисте життя
Пітерсон з 1989 року одружений з Таммі Робертс (англ. Tammy Roberts) (на. 3 червня 1965), мають сина і дочку.
В домі Пітерсона в Торонто багато творів мистецтва, які нагадують про злочини комунізму. Про це після виходу книги Пітерсона написала журналістка The New York Times Неллі Боулз. «Будинок містера Пітерсона — ретельно організований дім жахів. Він напхав його творами мистецтва так, що на стінах не залишилося вільного місця. Здебільшого мова йде про комуністичну пропаганду часів Радянського Союзу (сцени розстрілів, переконливі солдати), що є, за його словами, постійним нагадуванням про звірства й гніт. Він хоче відчути їх стан в ув'язненні, живучи на тихій вуличці Торонто і будучи абсолютно вільним».

### Хвороба
З 2016 Пітерсон дотримувався жорсткого режиму харчування з яловичини і овочів, щоб побороти депресію й аутоімунні захворювання, через які виникли псоріаз й увеїт. На початку лютого 2020 року дочка Пітерсона повідомила, що з осені 2019 року батько проходить лікування в Росії, за експериментальною програмою (у Пітерсона виникла важка залежність від бензодіазепіну, який він приймав для лікування аутоімунних порушень).
У жовтні 2020-го Пітерсон оголосив про одужання й повернення до публічного життя після знаходження у лікарнях Коннектикута, Торонто, Москви, Белграда. Свою хвороби назвав найгіршим періодом свого життя та наукою покори. Він подякував своїй сім'ї і всім, хто його підтримував. «Я живий і маю плани на майбутнє», — сказав він. За його словами, за час хвороби він багато писав. Також оголосив про намір написати книги про аналіз Старого Завіту та випустити серію відео про притчі.

## Політичні погляди

### Білль C-16
У 2016 Пітерсон отримав популярність після публікації серії відео на своєму каналі на сайті YouTube, в яких розкритикував законопроєкт Канадського парламенту Білль C-16 (повна назва: An Act to amend the Canadian Human Rights Act and the Criminal Code), де мова йшла про обов'язкове використання особливих займенників по відношенню до осіб трансгендерної ідентичності. Зокрема, заборонялось використовувати She (Вона) та He (Він). Натомість пропонувалось використовувати Zhe та інші. Професор Джордан Пітерсон назвав таке регулювання мови фашизмом, вказуючи на принципову різницю між законодавчим приписом не говорити якихось слів і законом, який змушує говорити певні слова. Цим він спровокував подальшу дискусію спочатку в межах університету Торонто, де викладав, а пізніше і в суспільних колах Канади та США.

### Реакція наросійське вторгнення в Україну (2022)
12 липня 2022 Джордан Пітерсон у журналі The Daily Wire опублікував свою статтю під назвою «Росія проти України чи громадянська війна на Заході?», де стверджував, що президент РФ Путін був змушений вторгнутися в Україну, щоб протистояти розповсюдженню дегенеративної американської культури підживлюваної культурними війнами на Заході навколо поняття гендеру. Зокрема Петерсон згадав начебто намір Президента США Байдена призначити суддю Верховного Суду США лише на підставі того, що ця кандидатка має жіночу стать і належить до афроамериканців, а також згадав, що ця кандидатка не змогла відповісти на питання «Що таке жінка?», і провів парелель з «війною в Україні, яку ми маємо через такі культурні війни на Заході».

## Канал YouTube, подкасти та соціальні мережі
29 червня 2022 року обліковий запис Петерсона в Твіттері було призупинено через «політику ненависної поведінки» сайту після того, як він опублікував твіт, в якому неправильно вказували на стать та називали мертвим іменем трансгендерного актора Елліота Пейджа. Петерсон сказав, що йому було повідомлено, що він повинен буде видалити твіт, щоб відновити доступ до свого облікового запису, що, за його словами, він «скоріше помре, ніж це зробить». YouTube демонетизував два відео Петерсона, одне про призупинення роботи з Twitter, а інше відео, де він сказав, що догляд за підтвердженням статі є «неправильним нацистським медичним експериментом».

## Критика
Професор-емерит психології Бернард Шифф (англ. Bernard Schiff), колишній колега й прихильник Пітерсона, у травні 2018 року опублікував статтю в газеті Toronto Star, у якій заявив, що вважає Пітерсона небезпечним. За його твердженням, ще в період їхньої спільної роботи останній мав схильність на своїх лекціях подавати гіпотези як факти. Шифф звинуватив його у схильності грати роль жертви й водночас наслідувати поведінку авторитарних демагогів, яких він вивчав. На думку Шиффа, Пітерсон не дотримується принаймні чотирьох правил зі своєї книжки «12 правил для життя».
У листопаді 2020 року четверо співробітників найбільшого канадського видавництва Penguin Random House Canada виступили проти публікації нової книги Джордана Пітерсона «Поза порядком: ще дванадцять правил життя». Працівники компанії, які побажали залишитися анонімними, висловили побоювання щодо друку видання. «Він (Джордан Пітерсон) — символ розпалювання ненависті і трансфобії, білого супремасизму. Незалежно від змісту його книги я не пишаюся тим, що працюю в компанії, яка видає його», — сказав Vice один зі співробітників. Видання зазначає, що він належить до ЛГБТ-спільноти. Решта троє розповіли, що книги Пітерсона радикалізували погляди їхніх родичів і погано позначилися на психіці небінарних знайомих. Співробітники також стверджують, що після публікації «Дванадцять правил життя. Як перемогти хаос» отримали вказівку не критикувати Пітерсона в соціальних мережах.
Керівництво видавництва сказало, що відкрите для думок підлеглих, але «як і раніше, виступає за публікацію різних голосів і точок зору», проте не відповіло, чи вийде книга з друку.

## Твори
- «Maps Of Meaning: The Architecture of Belief» (1999)
- «12 Rules for Life: An Antidote to Chaos» (2018)
- «Beyond order. More 12 Rules for Life» (2021)

Українською
- «12 правил життя. Як перемогти хаос». Переклад Дмитра Кожедуба. Видавництво «Наш Формат». 320 с. 2019. ISBN 978-617-768-232-4
- «За межами порядку. Ще 12 правил життя». Переклад Олексій Панич. Видавництво «Наш Формат». 368 c. 2021. ISBN 978-617-7866-88-5